# 植物学报
《植物学报》（英語：Journal of Integrative Plant Biology, JIPB）创刊于1952年，是中国大陆基础科学类月刊，编辑部位于北京市。此刊物由中国植物学会，中国科学院植物研究所主办。 2002年，植物学报改为英文刊物。现有的《植物学报》（中文版）前身为1983年创刊的《植物学通报》; 2009年改为中文版《植物学报》。
植物学报（英文版）在2018年被中华人民共和国国家新闻出版广电总局新闻报刊司评为2017年全国“百强报刊”。